# Handball-Weltmeisterschaft der Männer 2011/Qualifikation
Diese Seite beschreibt die Qualifikation zur Handball-Weltmeisterschaft der Herren 2011 der Männer.

## Afrika
Die drei Teilnehmer aus Afrika wurden bei der Afrikameisterschaft 2010 ermittelt. Die Meisterschaft fand vom 10. bis 21. Februar 2010 in Ägyptens Hauptstadt Kairo in Turnierform statt.
Die drei Gruppen mit jeweils vier Mannschaften wurden am 24. November 2009 in Abidjan ausgelost.

### Vorrunde

#### Gruppe A
| Pl. | Team     | Sp. | S | U | N | Tore    | Diff. | Pkt. | Anmerkung                       |
| --- | -------- | --- | - | - | - | ------- | ----- | ---- | ------------------------------- |
| 1.  | Tunesien | 3   | 3 | 0 | 0 | 112:066 | +46   | 6    | qualifiziert für die Hauptrunde |
| 2.  | DR Kongo | 3   | 1 | 1 | 1 | 075:081 | −06   | 3    | qualifiziert für die Hauptrunde |
| 3.  | Nigeria  | 3   | 1 | 1 | 1 | 078:087 | −09   | 3    | ausgeschieden                   |
| 4.  | Libyen   | 3   | 0 | 0 | 3 | 069:100 | −31   | 0    | ausgeschieden                   |

#### Gruppe B
| Pl. | Team    | Sp. | S | U | N | Tore  | Diff. | Pkt. | Anmerkung                       |
| --- | ------- | --- | - | - | - | ----- | ----- | ---- | ------------------------------- |
| 1.  | Ägypten | 3   | 3 | 0 | 0 | 85:58 | +30   | 6    | qualifiziert für die Hauptrunde |
| 2.  | Angola  | 3   | 2 | 0 | 1 | 72:75 | −03   | 4    | qualifiziert für die Hauptrunde |
| 3.  | Gabun   | 3   | 0 | 1 | 2 | 79:87 | −08   | 1    | ausgeschieden                   |
| 4.  | Kamerun | 3   | 0 | 1 | 2 | 72:88 | −16   | 1    | ausgeschieden                   |

#### Gruppe C
| Pl. | Team           | Sp. | S | U | N | Tore  | Diff. | Pkt. | Anmerkung                       |
| --- | -------------- | --- | - | - | - | ----- | ----- | ---- | ------------------------------- |
| 1.  | Algerien       | 3   | 3 | 0 | 0 | 95:40 | +55   | 6    | qualifiziert für die Hauptrunde |
| 2.  | Marokko        | 3   | 2 | 0 | 1 | 75:82 | −07   | 4    | qualifiziert für die Hauptrunde |
| 3.  | Rep. Kongo     | 3   | 1 | 0 | 2 | 59:78 | −19   | 2    | ausgeschieden                   |
| 4.  | Elfenbeinküste | 3   | 0 | 0 | 3 | 54:84 | −30   | 0    | ausgeschieden                   |

### Hauptrunde

#### Gruppe 1
| Pl. | Team     | Sp. | S | U | N | Tore  | Diff. | Pkt. | Anmerkung                       |
| --- | -------- | --- | - | - | - | ----- | ----- | ---- | ------------------------------- |
| 1.  | Tunesien | 2   | 1 | 1 | 0 | 54:42 | +12   | 3    | qualifiziert für das Halbfinale |
| 2.  | Algerien | 2   | 1 | 1 | 0 | 47:40 | +07   | 3    | qualifiziert für das Halbfinale |
| 3.  | Angola   | 2   | 0 | 0 | 2 | 40:59 | −19   | 0    |                                 |

#### Gruppe 2
| Pl. | Team     | Sp. | S | U | N | Tore  | Diff. | Pkt. | Anmerkung                       |
| --- | -------- | --- | - | - | - | ----- | ----- | ---- | ------------------------------- |
| 1.  | Ägypten  | 2   | 2 | 0 | 0 | 76:38 | + 38  | 4    | qualifiziert für das Halbfinale |
| 2.  | DR Kongo | 2   | 1 | 0 | 1 | 47:60 | – 13  | 2    | qualifiziert für das Halbfinale |
| 3.  | Marokko  | 2   | 0 | 0 | 2 | 49:74 | – 25  | 0    |                                 |

### Finalspiele

#### Halbfinale
- Tunesien – DR Kongo 37:22 (22:08)
- Algerien – Ägypten  26:28 (12:11)

#### Finale
- Tunesien – Ägypten 24:21 (14:12)

#### Spiel um Platz 3
- DR Kongo – Algerien 22:30 (10:15)

### WM-Teilnehmer
Qualifiziert für die WM 2011 sind somit:
- Tunesien
- Ägypten
- Algerien

## Amerika
Die drei Teilnehmer aus Amerika wurden bei der 14. Panamerikameisterschaft ermittelt. Diese fand vom 22. bis 26. Juni 2010 in Chile statt.

### Vorrunde

#### Gruppe A
| Pl. | Team        | Sp. | S | U | N | Tore    | Diff. | Pkt. | Anmerkung                       |
| --- | ----------- | --- | - | - | - | ------- | ----- | ---- | ------------------------------- |
| 1.  | Argentinien | 3   | 3 | 0 | 0 | 097:044 | +53   | 6    | qualifiziert für die Hauptrunde |
| 2.  | Chile       | 3   | 1 | 1 | 1 | 081:078 | +03   | 3    | qualifiziert für die Hauptrunde |
| 3.  | Uruguay     | 3   | 1 | 1 | 1 | 073:088 | −15   | 3    | ausgeschieden                   |
| 4.  | Kanada      | 3   | 0 | 0 | 3 | 066:107 | −41   | 0    | ausgeschieden                   |

#### Gruppe B
| Pl. | Team                    | Sp. | S | U | N | Tore   | Diff. | Pkt. | Anmerkung                       |
| --- | ----------------------- | --- | - | - | - | ------ | ----- | ---- | ------------------------------- |
| 1.  | Brasilien               | 3   | 3 | 0 | 0 | 100:66 | +34   | 6    | qualifiziert für die Hauptrunde |
| 2.  | Kuba                    | 3   | 2 | 0 | 1 | 097:81 | +16   | 4    | qualifiziert für die Hauptrunde |
| 3.  | Grönland                | 3   | 1 | 0 | 2 | 073:81 | −08   | 2    | ausgeschieden                   |
| 4.  | Dominikanische Republik | 3   | 0 | 0 | 3 | 052:94 | −42   | 0    | ausgeschieden                   |

### Finalspiele

#### Halbfinale
- Brasilien – Chile 33:21 (15:05)
- Argentinien – Kuba 17:08[2]

#### Finale
- Brasilien – Argentinien 27:28 n. V. (11:10; 23:23)

#### Spiel um Platz 3
- Chile – Kuba 34:31 (13:14)

### WM-Teilnehmer
Qualifiziert für die WM 2011 sind somit:
- Argentinien
- Brasilien
- Chile

## Asien
Aus Asien nehmen drei Mannschaften an der Weltmeisterschaft teil. Diese Teilnehmer wurden bei der Asienmeisterschaft 2010 ermittelt, die vom 6. bis 19. Februar 2010 im Libanon stattgefunden hat.

### Vorrunde

#### Gruppe A
| Pl. | Team                | Sp. | S | U | N | Tore  | Diff. | Pkt. | Anmerkung                       |
| --- | ------------------- | --- | - | - | - | ----- | ----- | ---- | ------------------------------- |
| 1.  | Syrien              | 2   | 1 | 0 | 1 | 43:44 | −01   | 2    | qualifiziert für die Hauptrunde |
| 2.  | Saudi-Arabien       | 2   | 1 | 0 | 1 | 50:44 | +06   | 2    | qualifiziert für die Hauptrunde |
| 3.  | Volksrepublik China | 2   | 1 | 0 | 1 | 43:48 | −05   | 2    | ausgeschieden                   |

#### Gruppe B
| Pl. | Team    | Sp. | S | U | N | Tore  | Diff. | Pkt. | Anmerkung                       |
| --- | ------- | --- | - | - | - | ----- | ----- | ---- | ------------------------------- |
| 1.  | Japan   | 2   | 2 | 0 | 0 | 66:48 | +18   | 4    | qualifiziert für die Hauptrunde |
| 2.  | Bahrain | 2   | 1 | 0 | 1 | 57:50 | +07   | 2    | qualifiziert für die Hauptrunde |
| 3.  | Irak    | 2   | 0 | 0 | 2 | 40:65 | −25   | 0    | ausgeschieden                   |

#### Gruppe C
| Pl. | Team                         | Sp. | S | U | N | Tore  | Diff. | Pkt. | Anmerkung                       |
| --- | ---------------------------- | --- | - | - | - | ----- | ----- | ---- | ------------------------------- |
| 1.  | Südkorea                     | 2   | 2 | 0 | 0 | 59:46 | +13   | 4    | qualifiziert für die Hauptrunde |
| 2.  | Katar                        | 2   | 0 | 1 | 1 | 48:54 | −06   | 1    | qualifiziert für die Hauptrunde |
| 3.  | Vereinigte Arabische Emirate | 2   | 0 | 1 | 1 | 48:55 | −07   | 1    | ausgeschieden                   |

#### Gruppe D
| Pl. | Team      | Sp. | S | U | N | Tore  | Diff. | Pkt. | Anmerkung                       |
| --- | --------- | --- | - | - | - | ----- | ----- | ---- | ------------------------------- |
| 1.  | Iran      | 2   | 2 | 0 | 0 | 63:39 | +24   | 4    | qualifiziert für die Hauptrunde |
| 2.  | Libanon   | 2   | 1 | 0 | 1 | 50:46 | +04   | 2    | qualifiziert für die Hauptrunde |
| 3.  | Jordanien | 2   | 0 | 0 | 2 | 44:72 | −28   | 0    | ausgeschieden                   |

### Hauptrunde

#### Gruppe 1
| Pl. | Team          | Sp. | S | U | N | Tore  | Diff. | Pkt. | Anmerkung                       |
| --- | ------------- | --- | - | - | - | ----- | ----- | ---- | ------------------------------- |
| 1.  | Saudi-Arabien | 3   | 2 | 1 | 0 | 80:71 | +09   | 5    | qualifiziert für das Halbfinale |
| 2.  | Japan         | 3   | 2 | 0 | 1 | 91:71 | +20   | 4    | qualifiziert für das Halbfinale |
| 3.  | Iran          | 3   | 1 | 1 | 1 | 68:76 | −08   | 3    |                                 |
| 4.  | Katar         | 3   | 0 | 0 | 3 | 63:84 | −11   | 0    |                                 |

#### Gruppe 2
| Pl. | Team     | Sp. | S | U | N | Tore    | Diff. | Pkt. | Anmerkung                       |
| --- | -------- | --- | - | - | - | ------- | ----- | ---- | ------------------------------- |
| 1.  | Südkorea | 3   | 3 | 0 | 0 | 112:074 | +38   | 6    | qualifiziert für das Halbfinale |
| 2.  | Bahrain  | 3   | 2 | 0 | 1 | 097:089 | +08   | 4    | qualifiziert für das Halbfinale |
| 3.  | Syrien   | 3   | 1 | 0 | 2 | 089:099 | −10   | 2    |                                 |
| 4.  | Libanon  | 3   | 0 | 0 | 3 | 070:106 | −36   | 0    |                                 |

### Finalspiele

#### Halbfinale
- Saudi-Arabien – Bahrain 25:26 (12:14)
- Südkorea – Japan 30:23 (14:12)

#### Spiel zum Platz 3
- Saudi-Arabien – Japan 30:33 (12:14)

#### Finale
- Bahrain – Südkorea 25:32 (13:16)

### WM-Teilnehmer
Qualifiziert für die WM 2011 sind somit:
- Südkorea
- Bahrain
- Japan

## Europa
Europa stellt zwölf Teilnehmer der Weltmeisterschaft. Automatisch qualifiziert sind zudem Schweden als Gastgeber und Frankreich als titelverteidigender Weltmeister. Direkt qualifiziert sind die drei besten Mannschaften der Europameisterschaft 2010. Da Europameister Frankreich bereits als titelverteidigender Weltmeister qualifiziert war, kam zu Kroatien (Zweitplatzierter) und Island (Drittplatzierter) auch Polen (Viertplatzierter) hinzu.

### Qualifikationsrunde
Die nicht bei der Europameisterschaft vertretenen Teams traten in einer Qualifikationsrunde vom 15. bis 17. Januar 2010 in Gruppenspielen an. Die sieben Gruppensieger treten dann in der Ausscheidungsrunde gegen die Europameisterschaftsteilnehmer an.

#### Gruppe 1
| Pl. | Team    | Sp. | S | U | N | Tore     | Diff. | Pkt. |
| --- | ------- | --- | - | - | - | -------- | ----- | ---- |
| 1.  | Schweiz | 3   | 3 | 0 | 0 | 0106:056 | +050  | 6    |
| 2.  | Zypern  | 3   | 2 | 0 | 1 | 081:093  | −012  | 4    |
| 3.  | Belarus | 3   | 1 | 0 | 2 | 092:089  | +03   | 2    |
| 4.  | Färöer  | 3   | 0 | 0 | 3 | 076:0117 | −041  | 0    |

#### Gruppe 2
| Pl. | Team                    | Sp. | S | U | N | Tore     | Diff. | Pkt. |
| --- | ----------------------- | --- | - | - | - | -------- | ----- | ---- |
| 1.  | Rumänien                | 3   | 3 | 0 | 0 | 097:076  | +021  | 6    |
| 2.  | Bosnien und Herzegowina | 3   | 2 | 0 | 1 | 0100:076 | +024  | 4    |
| 3.  | Finnland                | 3   | 1 | 0 | 2 | 086:083  | +03   | 2    |
| 4.  | Vereinigtes Königreich  | 3   | 0 | 0 | 3 | 067:0115 | −048  | 0    |

#### Gruppe 3
| Pl. | Team      | Sp. | S | U | N | Tore    | Diff. | Pkt. |
| --- | --------- | --- | - | - | - | ------- | ----- | ---- |
| 1.  | Slowakei  | 2   | 2 | 0 | 0 | 077:044 | +033  | 4    |
| 2.  | Israel    | 2   | 1 | 0 | 1 | 062:050 | +012  | 2    |
| 3.  | Bulgarien | 2   | 0 | 0 | 2 | 044:089 | −045  | 0    |

#### Gruppe 4
| Pl. | Team        | Sp. | S | U | N | Tore    | Diff. | Pkt. |
| --- | ----------- | --- | - | - | - | ------- | ----- | ---- |
| 1.  | Niederlande | 2   | 2 | 0 | 0 | 051:038 | +013  | 4    |
| 2.  | Estland     | 2   | 1 | 0 | 1 | 051:042 | +09   | 2    |
| 3.  | Belgien     | 2   | 0 | 0 | 2 | 037:059 | −022  | 0    |

#### Gruppe 5
| Pl. | Team         | Sp. | S | U | N | Tore    | Diff. | Pkt. |
| --- | ------------ | --- | - | - | - | ------- | ----- | ---- |
| 1.  | Griechenland | 2   | 2 | 0 | 0 | 063:048 | +015  | 4    |
| 2.  | Montenegro   | 2   | 1 | 0 | 1 | 054:055 | −01   | 2    |
| 3.  | Italien      | 2   | 0 | 0 | 2 | 048:062 | −014  | 0    |

#### Gruppe 6
| Pl. | Team      | Sp. | S | U | N | Tore    | Diff. | Pkt. |
| --- | --------- | --- | - | - | - | ------- | ----- | ---- |
| 1.  | Portugal  | 2   | 2 | 0 | 0 | 064:051 | +013  | 4    |
| 2.  | Luxemburg | 2   | 1 | 0 | 1 | 055:064 | −09   | 2    |
| 3.  | Lettland  | 2   | 0 | 0 | 2 | 061:065 | −04   | 0    |

#### Gruppe 7
| Pl. | Team           | Sp. | S | U | N | Tore    | Diff. | Pkt. |
| --- | -------------- | --- | - | - | - | ------- | ----- | ---- |
| 1.  | Litauen        | 2   | 1 | 1 | 0 | 061:048 | +013  | 3    |
| 2.  | Nordmazedonien | 2   | 1 | 1 | 0 | 059:050 | +09   | 3    |
| 3.  | Türkei         | 2   | 0 | 0 | 2 | 050:072 | −022  | 0    |

### Play-off-Spiele Europa
Die Auslosung für die erste Play-off-Runde fand am 31. Januar 2010 in Wien statt. Die Ausscheidungsspiele fanden am 12./13. Juni und am 19./20. Juni 2010 statt. Die Gewinner aus Hin- und Rückspielen standen als Teilnehmer an der Weltmeisterschaft 2011 fest.
Ergebnisse:
|  | Österreich  | – | Niederlande  | 31:15, 28:34 |
|  | Norwegen    | – | Litauen      | 27:19, 24:21 |
|  | Slowenien   | – | Ungarn       | 27:25, 25:28 |
|  | Deutschland | – | Griechenland | 25:20, 27:20 |
|  | Slowakei    | – | Ukraine      | 25:30, 30:21 |
|  | Serbien     | – | Tschechien   | 27:23, 22:25 |
|  | Rumänien    | – | Russland     | 28:32, 37:32 |
|  | Dänemark    | – | Schweiz      | 32:27, 34:29 |
|  | Portugal    | – | Spanien      | 26:27, 25:33 |

### WM-Teilnehmer
Qualifiziert für die WM 2011 sind somit:
- Österreich
- Norwegen
- Ungarn
- Deutschland
- Slowakei
- Serbien
- Rumänien
- Dänemark
- Spanien
- Schweden (Gastgeber)
- Frankreich (Titelverteidiger)
- Kroatien (EM-Zweiter 2010)
- Island (EM-Dritter 2010)
- Polen (EM-Vierter 2010)

## Ozeanien
Der Teilnehmer aus Ozeanien wurde in einem Turnier der fünf ozeanischen IHF-Mitglieder Australien, Neuseeland, Cookinseln, Vanuatu und Samoa ermittelt. Bei diesem Turnier qualifizierte sich Australien für die WM 2011.